# Club Makokola Airport
Club Makokola Airport är en flygplats i Malawi. Den ligger i regionen Southern Region, i den sydöstra delen av landet, i samhället Nkopola nära Malawisjön. Club Makokola Airport ligger 484 meter över havet.
Runt Club Makokola Airport är det ganska tätbefolkat, med 248 invånare per kvadratkilometer. Omgivningarna runt Club Makokola Airport är huvudsakligen savann.